# Bogdan Solnica
Bogdan Solnica (ur. 19 grudnia 1958) – profesor zwyczajny z tytułem naukowym w jednostce Katedry Biochemii Klinicznej Uniwersytetu Jagiellońskiego Collegium Medicum, konsultant krajowy w dziedzinie diagnostyki laboratoryjnej w 2017 roku, lekarz, specjalista chorób wewnętrznych, prezes Polskiego Towarzystwa Diagnostyki Laboratoryjnej. W trwającej 35 lat działalności dydaktycznej i naukowej zajmował / zajmuje się terapeutycznym monitorowaniem leków, diagnostyką chorób metabolicznych, głównie cukrzycy i dyslipidemii, oraz zagadnieniami organizacji diagnostyki laboratoryjnej, w tym klasyfikacją i kodowaniem badań laboratoryjnych oraz badaniami w miejscu opieki nad chorym (POCT).
Jest autorem lub współautorem 144 artykułów, 93 rozdziałów w podręcznikach oraz redaktorem lub współredaktorem 3 podręczników z dziedziny medycyny laboratoryjnej. Oprócz obowiązków nauczyciela akademickiego jest zaangażowany w szkolenie specjalizacyjne diagnostów laboratoryjnych. W latach 2010–2017 był prezesem Zarządu Głównego Polskiego Towarzystwa Diagnostyki Laboratoryjnej.